# Susanne Bisovsky
Susanne Bisovsky (* 25. März 1968 in Linz) ist eine österreichische Modeschöpferin.

## Werdegang
Von ihrem Geburtsort Linz zog die Familie nach Wien und Gumpoldskirchen, wo Susanne Bisovsky Kindheit und Schulzeit verbrachte. Von der HBLA Mödling ging es direkt an die Universität für angewandte Kunst Wien, wo sie in die Meisterklasse von Jean-Charles de Castelbajac aufgenommen und von diesem bereits im ersten Studienhalbjahr nach Paris engagiert wurde. Schon dort experimentierte sie mit Latex, die Ergebnisse ihrer Experimente verwendete der Modeschöpfer in seinen Kollektionen.
Zurück in Wien studierte sie unter Marc Bohan und Vivienne Westwood weiter, um dann unter Helmut Lang ihren Abschluss zu machen. Ihre Diplomarbeit „Be tracht ung“ wurde mehrfach ausgezeichnet und sie erhielt das erstmals ausgelobte Fred Adlmüller-Stipendium. Für Helmut Lang entwickelte sie dann auf Basis ihrer speziellen Latex-Technologie den „Dress of the Year 1995“, neunundneunzig in Latex getauchte Kleider aus roter, pinker und schwarzer Spitze. Dieses Shiftkleid war auch Teil der ersten großen Modeausstellung des Museum of Modern Art (MoMA) in New York seit 70 Jahren unter dem Titel „Items – Is Fashion modern“ im Jahr 2017.
Nach der Zusammenarbeit mit Helmut Lang erhielt sie einen Lehrauftrag an der Modeklasse der Universität für angewandte Kunst Wien; parallel wurden mehrere nationale und internationale Modeunternehmen auf sie aufmerksam. Susanne Bisovsky entschied sich für das schweiz-deutsch-französische Mode-Label Kathleen Madden. Die Kollektionspräsentation fand auf Basis eines mit Markus Wiesner produzierten Fotoshootings in Paris statt. Eine auf der Reed Messe Salzburg von Susanne Bisovsky und ihrem Compagnon Joseph Bonwit Gerger inszenierte Modeschau führte zur bis heute andauernden Zusammenarbeit mit dem Modeunternehmen Sportalm/Kitzbühel.
Mit der Wiener Porzellanmanufaktur Augarten produzierte sie das Porcelain-Shirt, welches in abgewandelter Form auch von der Porzellanfabrik Lang in Ebrach/Deutschland und von Herend in Ungarn hergestellt wurde. 2010 stattete Susanne Bisovsky den Österreichpavillon der Expo 2010 in Shanghai aus.
Ihre eigenen Kollektionen gliedern sich in Prêt-à-porter und Haute Couture.

## Kostümbildnerin
Susanne Bisovsky entwirft auch Kostüme für internationale Theater- und Opernbühnen. Nach der Ausstattung von „Labyrinth, der Zauberflöte zweyter Theil“ anlässlich der Salzburger Festspiele 2013 folgte „Il Franco Cacciatore“ am Teatro alla Scala in Mailand 2017.

## Auszeichnungen
- Jahr: Fred-Adlmüller-Stipendium
- 2013: Tobi-Reiser-Preis[6]
- 2020: Outstanding Artist Award für Modedesign[7]

## Ausstellungen
- 2022: (Con)temporary Fashion Showcase: Susanne Bisovsky, Museum für angewandte Kunst (Wien)[8]